# Saint-Chaffrey
Saint-Chaffrey è un comune francese di 1 702 abitanti situato nel dipartimento delle Alte Alpi della regione della Provenza-Alpi-Costa Azzurra. Il comune si trova a monte di Briançon nella valle della Guisane.

## Società

### Evoluzione demografica
Abitanti censiti

## Amministrazione

### Gemellaggi
Taleggio, dal 1991